# 9028 Konrádbeneš
9028 Konrádbeneš là một tiểu hành tinh vành đai chính với chu kỳ quỹ đạo là 1401.6485411 ngày (3.84 năm).
Nó được phát hiện ngày 26 tháng 1 năm 1989.